# TUX (serveur http)
Pour les articles homonymes, voir Tux (homonymie).
TUX est un serveur HTTP s'installant au sein du noyau linux, maintenu par Ingo Molnár.
C'est un logiciel libre distribué selon les termes de la licence GNU GPL.